# Alexander Domínguez
Alexander „Dida” Domínguez Carabalí (ur. 5 czerwca 1987 w Tachinie) – ekwadorski piłkarz występujący na pozycji bramkarza, reprezentant Ekwadoru, od 2022 roku zawodnik LDU Quito.

## Kariera klubowa
Domínguez jest wychowankiem skromnej, trzecioligowej drużyny Esmeraldas Sporting Club, skąd jako dziewiętnastolatek przeniósł się do czołowego klubu w kraju – stołecznego LDU Quito. W ekwadorskiej Serie A zadebiutował za kadencji szkoleniowca Edgardo Bauzy, 13 grudnia 2006 w przegranym 3:4 spotkaniu z Deportivo Quito, lecz przez pierwsze kilka pozostawał głównie rezerwowym dla reprezentanta kraju Cristiana Mory. W sezonie 2007 wywalczył z LDU tytuł mistrza Ekwadoru, będąc już podstawowym golkiperem przez większość rozgrywek, lecz w grudniu tego samego roku został zawieszony przez federację piłkarską na dwa lata ze względu na toczące się w jego sprawie postępowanie w związku o podejrzenie sfałszowania dokumentu tożsamości (ostatecznie kara została zredukowana do sześciu miesięcy). W sezonie 2008 jako rezerwowy dla legendarnego José Francisco Cevallosa zdobył z ekipą Bauzy (uznawaną za najlepszą w historii klubu) wicemistrzostwo kraju, a także sensacyjnie triumfował w najbardziej prestiżowych rozgrywkach Ameryki Południowej – Copa Libertadores.
W grudniu 2008 Domínguez wziął udział w Klubowych Mistrzostwach Świata (nie zanotował żadnego występu), podczas których LDU dotarło do finału, ulegając w nim Manchesterowi United (0:1). Niedługo po tym sukcesie – wraz z przyjściem do klubu trenera Jorge Fossatiego – wywalczył sobie pewne miejsce między słupkami, wygrywając rywalizację o pozycję w bramce z Cevallosem i Danielem Viterim. W 2009 roku zdobył z LDU superpuchar Ameryki Południowej – Recopa Sudamericana, jak również wygrał drugie co do ważności rozgrywki kontynentu – Copa Sudamericana. W sezonie 2010 – już po powrocie trenera Bauzy – kontynuował dobrą passę i jako czołowy gracz ligi zdobył swoje drugie mistrzostwo Ekwadoru, a w tym samym roku po raz drugi z rzędu wygrał Recopa Sudamericana i zajął drugie miejsce w Copa Suruga Bank.
W 2011 roku Domínguez doszedł z LDU do finału Copa Sudamericana, lecz tym razem jego ekipa uległa w nim po dwumeczu Universidadowi de Chile. On sam już do końca pobytu w klubie pełnił rolę pierwszego bramkarza, z wyjątkiem jesieni 2014, kiedy to decyzją trenera Luisa Zubeldíi został relegowany na ławkę rezerwowych kosztem Daniela Viteriego. Zaraz po tym odzyskał jednak niepodważalne miejsce w składzie, w sezonie 2015 zdobywając z LDU swoje drugie wicemistrzostwo Ekwadoru. Ogółem barwy stołecznego zespołu reprezentował z licznymi sukcesami przez dekadę; rozegrał 340 spotkań we wszystkich rozgrywkach i jest uznawany za jedną z klubowych legend.
Latem 2016 Domínguez za sumę trzech milionów dolarów przeniósł się do ekipy wicemistrza Meksyku – CF Monterrey. W tamtejszej Liga MX zadebiutował 16 lipca 2016 w zremisowanej 1:1 konfrontacji z Pueblą.

## Kariera reprezentacyjna
W styczniu 2007 Domínguez został powołany przez szkoleniowca Ivána Romero do reprezentacji Ekwadoru U-20 na Mistrzostwa Ameryki Południowej U-20. Na paragwajskich boiskach rozegrał dwa z czterech możliwych spotkań (pozostałe dwa spędził jako rezerwowy dla Manuela Mendozy), przepuszczając w nich trzy gole. Jego kadra odpadła jednak z turnieju już w pierwszej rundzie, nie kwalifikując się na rozgrywane kilka miesięcy później Mistrzostwa Świata U-20 w Kanadzie.
W seniorskiej reprezentacji Ekwadoru Domínguez zadebiutował za kadencji selekcjonera Reinaldo Ruedy, 26 marca 2011 w przegranym 0:2 meczu towarzyskim z Kolumbią. Już trzy miesiące później znalazł się w składzie na rozgrywany w Argentynie turniej Copa América, gdzie nie wystąpił jednak w żadnym meczu, będąc rezerwowym dla doświadczonego Marcelo Elizagi, zaś jego drużyna zakończyła swój udział w turnieju już na fazie grupowej. Podstawowym golkiperem kadry narodowej został w trakcie zakończonych powodzeniem eliminacji do Mistrzostw Świata 2014, kiedy to rozegrał dwanaście meczów (z osiemnastu możliwych). W 2014 roku został powołany właśnie na Mistrzostwa Świata w Brazylii, podczas których był pierwszym bramkarzem reprezentacji i wystąpił we wszystkich trzech meczach grupowych – ze Szwajcarią (1:2), Hondurasem (2:1) oraz Francją (0:0). Mimo jego ambitnej postawy (w spotkaniu z Francuzami został wybrany przez FIFA na piłkarza meczu), Ekwadorczycy odpadli z mundialu już w fazie grupowej.
W 2015 roku Domínguez znalazł się w ogłoszonym przez Gustavo Quinterosa składzie na kolejny turniej Copa América, tym razem rozgrywany w Chile. Tam ponownie zagrał we wszystkich trzech meczach (przepuścił sześć goli) i tak jak poprzednio nie zdołał awansować z zespołem do fazy pucharowej. Rok później wziął udział w kolejnej, tym razem jubileuszowej edycji Copa América, odbywającej się na amerykańskich boiskach – zanotował wówczas trzy z czterech możliwych występów (przepuścił w nich cztery bramki), zaś Ekwador zakończył swój udział w turnieju w ćwierćfinale, wskutek porażki z gospodarzami – USA (1:2).

## Statystyki kariery

### Klubowe
| LDU Quito | 2006      | Ekwador | Serie A | 1   | 0 | – | –                  | –                        | –  | –   | 1   | 0 |
| LDU Quito | 2007      | Ekwador | Serie A | 19  | 0 | – | –                  | –                        | –  | –   | 19  | 0 |
| LDU Quito | 2008      | Ekwador | Serie A | 14  | 0 | – | –                  | –                        | –  | –   | 14  | 0 |
| LDU Quito | 2009      | Ekwador | Serie A | 24  | 0 | – | –                  | CL + RS + CS             | 14 | 0   | 38  | 0 |
| LDU Quito | 2010      | Ekwador | Serie A | 38  | 0 | – | –                  | CSB + RS                 | 2  | 0   | 40  | 0 |
| LDU Quito | 2011      | Ekwador | Serie A | 34  | 0 | – | –                  | CL + CS                  | 19 | 0   | 53  | 0 |
| LDU Quito | 2012      | Ekwador | Serie A | 45  | 0 | – | –                  | –                        | –  | –   | 45  | 0 |
| LDU Quito | 2013      | Ekwador | Serie A | 39  | 0 | – | –                  | CL                       | 2  | 0   | 41  | 0 |
| LDU Quito | 2014      | Ekwador | Serie A | 26  | 0 | – | –                  | –                        | –  | –   | 26  | 0 |
| LDU Quito | 2015      | Ekwador | Serie A | 39  | 0 | – | –                  | CS                       | 6  | 0   | 45  | 0 |
| LDU Quito | 2016      | Ekwador | Serie A | 13  | 0 | – | –                  | CL                       | 5  | 0   | 18  | 0 |
| Monterrey | 2016–2017 | Meksyk  | Liga MX | 0   | 0 | – | –                  | LMC                      | 0  | 0   | 0   | 0 |
| Ogółem    |           |         |         |     |   |   |                    |                          |    |     |     |   |
| Ekwador   | Ekwador   | Ekwador | 292     | 0   | – | – | CL + RS + CS + CSB | 48                       | 0  | 340 | 0   |   |
| Meksyk    | Meksyk    | Meksyk  | 0       | 0   | – | – | LMC                | 0                        | 0  | 0   | 0   |   |
| Ogółem    | Ogółem    | Ogółem  | Ogółem  | 292 | 0 | – | –                  | CL + RS + CS + CSB + LMC | 48 | 0   | 340 | 0 |

Legenda:
- CL – Copa Libertadores
- RS – Recopa Sudamericana
- CS – Copa Sudamericana
- CSB – Copa Suruga Bank
- LMC – Liga Mistrzów CONCACAF

### Reprezentacyjne
| Ekwador | Ekwador | 2011   | 1  | 0 | –  | – | –       | – | – | 1  | 0 |
| Ekwador | Ekwador | 2012   | 2  | 0 | 6  | 0 | –       | – | – | 8  | 0 |
| Ekwador | Ekwador | 2013   | 2  | 0 | 6  | 0 | –       | – | – | 8  | 0 |
| Ekwador | Ekwador | 2014   | 3  | 0 | –  | – | MŚ      | 3 | 0 | 7  | 0 |
| Ekwador | Ekwador | 2015   | 5  | 0 | 3  | 0 | CA      | 3 | 0 | 11 | 0 |
| Ekwador | Ekwador | 2016   | 1  | 0 | 4  | 0 | CA      | 3 | 0 | 8  | 0 |
| Ogółem  | Ogółem  | Ogółem | 14 | 0 | 19 | 0 | MŚ + CA | 9 | 0 | 42 | 0 |

Legenda:
- MŚ – Mistrzostwa Świata
- CA – Copa América